# Герб Ковеля
Герб Ко́веля — офіційний символ міста Ковель, районного центру Волинської області.
Затведжений 16 вересня 1993 року. 
Автор — А. Б. Гречило.

## Опис
У червоному полі золота підкова, вгорі та обабіч якої три срібні хрести. 
Щит обрамлений декоративним картушем і увінчаний срібною міською короною.

## Значення символів
Головний елемент герба — золота підкова в центрі щита. Вона означає давнє ремесло ковельчан, а також і назву міста. З іншого боку, підкова є символом щастя і благополуччя людей.
Срібні хрести нагадують про триєдність світу і християнську основу духу, віри ковельчан. 
Корона міста символізує статус міста, а також нагадує про ковельський замок і про те, що Ковель мав статус міста королівського. За правовим статусом в середньовічні часи на Волині королівськими були ще Луцьк і Володимир.
Червоний колір — це історичний колір герба Волині. Він символізує відвагу, гарячу любов до Бога, готовність пролити кров за Бога і Батьківщину — Україну.

## Історично попередні герби
Річ Посполита надавала важливого значення символіці міст. Герб Ковеля XVIII століття зображав собою земну кулю з хрестом, а під нею — ріку.
Після створення Волинської губернії спеціальна геральдична комісія розробила новий герб міста. Ковельчани внесли свої пропозиції, в яких пропонувалось помістити тут земну кулю з хрестом і синю стрічку — символ річки Турії. Враховуючи, що в цих пропозиціях не знаходив місця символ Російської імперії — двоголовий орел і не було використано деталей походження назви міста (згідно з легендою, назва міста пішла від слова «Коваль»), комісія не використала цих пропозицій і не прийняла герба.
Лише в 1852 році затвердили новий герб Ковеля — щит, поділений горизонтально на дві частини. У верхній частині на золотому полі розміщений герб Волинського намісництва з двоголовим орлом (символ імперії), на грудях якого знаходився щит червоного кольору з білим (срібним) хрестом.
У нижній частині — на червоному тлі — зображено срібну підкову, повернуту шипами донизу і оточену трьома золотими хрестами. Щит увінчувала корона. Як пізніше виявилось, комісія допустила грубу помилку — у верхній частині замість герба Волинської губернії був вміщений герб Новограда-Волинського або Волинського намісництва.
У 1863 році геральдична комісія розробила новий символ міста. На червоному щиті розташована підкова, оточена трьома хрестами. У верхній частині, в правому кутку, вміщено герб Волині — срібний хрест на червоному полі. Герб увінчаний тризубцевою короною, а по боках — золотим колоссям, яке обплетене Олександрійською стрічкою. Але цей герб, який відповідав усім законам геральдики, не був затверджений, і місто 100 років не мало свого символу.
Нова спроба створення герба Ковеля у 70-х роках 20 століття з погляду геральдики виявилася не зовсім вдалою. Герб перенасичувався багатьма елементами, які відображали не стільки історію або майбутнє, а переважно соціалістичне сьогодення. На щиті були зображені економічні символи: локомотив, рейки, напівшестерня, яка переходить в житній колосок. Не забули й історичні елементи символіки: у нижній частині була підкова. На щиті вказана дата першої писемної згадки — 1310 рік. Герб розділявся надвоє кольорами: червоним зверху і синім знизу — під колір прапора тодішньої УРСР. Проєкт архітектора міста Ю. Чеханюка міськрада затвердила, і він діяв до 1993 року.
Після здобуття Україною незалежності на створення нового герба був оголошений конкурс. Участь у конкурсі взяли фахівці з Рівного, Луцька, Львова і Ковеля, переміг проєкт львів'янина Андрія Гречила.